# San Damián Texoloc
San Damián Texoloc è un comune del Messico, situato nello stato di Tlaxcala, il cui capoluogo è la omonima località.